# ARFRP1
ARFRP1‏ (ADP ribosylation factor related protein 1) هوَ بروتين يُشَفر بواسطة جين ARFRP1 في الإنسان.